# Democracia Social (España)
Democracia Social (DS) fue partido político español de ideología franquista en una variante «neofalangista evolutiva», liderado por Licinio de la Fuente, ministro de Trabajo y vicepresidente de Gobierno durante la dictadura.

## Historia
Fue fundado antes de la aprobación de la Ley para la Reforma Política en 1976. Se definía como monarquista y regionalista.
El 9 de octubre de ese año, participó en la fundación de la Federación de Alianza Popular junto a otros seis partidos de corte conservador. Dentro de la federación integró el Partido Unido de Alianza Popular. Inició sus actividades en febrero de 1977. DS fue junto al otro protopartido con mayor acervo «azul» de la alianza, la Unión del Pueblo Español (UPDE), el componente que aportó a AP de algunas reivindicaciones de «justicia social», propias de la tradición joseantoniana.
El 1 de abril de 1977 se fusionó definitivamente en Alianza Popular, luego de la celebración del Congreso Constituyente de esta colectividad en marzo de ese año.